# China Jilun Cycling Team/Saison 2012
Dieser Artikel listet Erfolge und Fahrer des Radsportteams China Jilun Cycling Team in der Saison 2012 auf.

## Erfolge in der UCI Asia Tour
Bei den Rennen der UCI Asia Tour im Jahr 2012 gelangen dem Team nachstehende Erfolg.
| Datum       | Rennen                       | Kat. | Fahrer            |
| ----------- | ---------------------------- | ---- | ----------------- |
| 7. November | 7. Etappe Tour of Taihu Lake | 2.1  | Sébastien Jullien |

## Abgänge – Zugänge
| Zugänge                        | Team 2011                | Abgänge                    | Team 2012 |
| ------------------------------ | ------------------------ | -------------------------- | --------- |
| Ruslan Hryschtschenko          | Azad University          | Stephen Hall               | Unbekannt |
| Liu Zhangan                    | China Jilun Cycling Team | Glenn Harris               | Unbekannt |
| Cai Yonghui                    | Neoprofi                 | Mathew Irvine              | Unbekannt |
| Steven Garcin                  | Neoprofi                 | Jiang Enbo                 | Unbekannt |
| Gleb Moissejew                 | Neoprofi                 | Brad Robson                | Unbekannt |
| Peng Zhihao                    | Neoprofi                 | Zhang Nan                  | Unbekannt |
| Sébastien Jullien (ab 6. Juli) | Neoprofi                 | Liu Zhangan (bis 31. Juli) | Unbekannt |

## Mannschaft
| Name                  | Geburtstag       | Nationalität        |
| --------------------- | ---------------- | ------------------- |
| Cai Yonghui           | 3. März 1993     | Volksrepublik China |
| Steven Garcin         | 19. Mai 1986     | Frankreich          |
| Ruslan Hryschtschenko | 4. Februar 1981  | Ukraine             |
| Sébastien Jullien     | 31. Januar 1987  | Frankreich          |
| Li Menglong           | 3. August 1988   | Volksrepublik China |
| Liu Heng              | 13. Mai 1992     | Volksrepublik China |
| Gleb Moissejew        | 24. August 1984  | Russland            |
| Peng Zhihao           | 9. Februar 1992  | Volksrepublik China |
| Qi Liangyou           | 24. Oktober 1990 | Volksrepublik China |
| Douglas Repacholi     | 19. Januar 1988  | Australien          |
| Zhang Yuanxin         | 16. Juli 1991    | Volksrepublik China |